# Pseudodactylogyrus
Pseudodactylogyrus är ett släkte av plattmaskar som beskrevs av Gusev 1965. Pseudodactylogyrus ingår i familjen Dactylogyridae.
Pseudodactylogyrus är enda släktet i familjen Dactylogyridae.
Kladogram enligt Dyntaxa:
| Pseudodactylogyrus | \| \| Pseudodactylogyrus anguillae \| \| \| \| \| \| Pseudodactylogyrus bini \| \| \| \| |
|                    | \| \| Pseudodactylogyrus anguillae \| \| \| \| \| \| Pseudodactylogyrus bini \| \| \| \| |
|                    | Pseudodactylogyrus anguillae                                                             |
|                    |                                                                                          |
|                    | Pseudodactylogyrus bini                                                                  |
|                    |                                                                                          |